# Tuberculobasis williamsoni
Tuberculobasis williamsoni là một loài chuồn chuồn kim trong họ Coenagrionidae.
Tuberculobasis williamsoni được miêu tả khoa học năm 2009 bởi Machado.